# Viviana Sofronitsky

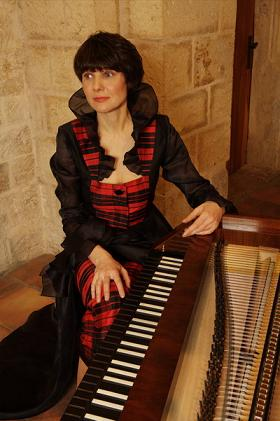
Viviana Sofronitsky

Viviana Sofronitsky (russisch Вивиана Владимировна Софроницкая, Wiwijana Wladimirowna Sofronizkaja; * in Moskau) ist eine russisch-kanadische Pianistin.

## Leben
Viviana Sofronitsky wurde in Moskau als Tochter des russischen Pianisten Wladimir Wladimirowitsch Sofronizki geboren. Sie begann ein Musikstudium an der Zentralen Musikschule in Moskau und erhielt einen Doktortitel am Moskauer Konservatorium. In der Sowjetunion arbeitete sie zusammen mit den Ensembles Madrigal und der Kammermusik Akademie unter der Leitung von Alexei Ljubimow und trat gleichzeitig als Solopianistin in Moskau, Leningrad, Kiew, Minsk, Swerdlowsk auf.
1989 ging sie in die USA, um am Oberlin College in Ohio zu arbeiten. 1990 zog sie nach Kanada, wo sie in Toronto ihre Arbeit mit Aufführungen und Aufnahmen fortsetzte und mit verschiedenen Mitgliedern des Tafelmusik Baroque Orchestra zusammenarbeitete. Sie begründete die Konzertreihe der Academy Concerts in Toronto mit und war deren erste künstlerische Leiterin.
Seit 1994 ist Viviana Sofronitsky kanadische Staatsbürgerin.
In den Niederlanden setzte sie ihre Musikstudien fort und machte 1999 Abschlüsse in historischer Aufführungspraxis in den Bereichen Cembalo, Hammerklavier sowie Lehre für Alte Musik am Koninklijk Conservatorium Den Haag.
Seit 2001 lebt sie in der Tschechischen Republik und ist mit dem Hammerklavierbauer Paul McNulty verheiratet. Sie spielt vorwiegend auf den von ihm gebauten Instrumenten. Ihr Repertoire in Konzerten und Aufnahmen reicht von Carl Philipp Emanuel Bach bis Liszt. 2010 war Viviana Sofronitsky weltweit die erste Pianistin, welche Mozarts gesamte Werke für Tasteninstrumente mit Orchester auf Originalinstrumenten (PMC / ETCetera-Label) aufnahm. 2017 war sie die erste, die auf der weltweit ersten Kopie von Chopins Warschauer Buchholtz-Flügel spielte.
Sofronitsky trat u. a. auf dem Utrecht Oude Muziek Festival und dem Muziek Netwerk in den Niederlanden, dem Leipzig Bach Festival, dem Klang& Raum Musik Festival im Kloster Irsee, den Berliner Tagen für Alte Musik sowie den Tagen Alter Musik im Osnabrücker Land in Deutschland auf. Sie spielte beim Festival van Vlaanderen, dem Brugge Early Music Festival und den Midis-Minimes in Belgien, dem Bratislava Hammerklavier Festival in Slowakei, dem Chopin-Festival in Polen, dem Oslo Chamber Music Festival in Norwegen, dem Vendsyssel Festival in Dänemark sowie den Piano Folia Festival und dem Printemps des Arts in Frankreich.

## Diskographie
- Wolfgang Amadeus Mozart: Gesamteinspielung der Werke für Klavier und Orchester. Viviana Sofronitsky (Hammerklavier), Musicae Antiquae Collegium Varsoviense. Pro Musica Camerata, Polen (11 CDs, Erste Gesamteinspielung gespielt auf historischen Originalinstrumenten.) Hammerflügel nach Walter von Paul McNulty
- Felix Mendelssohn Bartholdy: Gesamtwerk für Violoncello und Hammerklavier. Sergei Istomin (Violoncello), Viviana Sofronitsky (Hammerklavier). Passacaille Musica Vera, Belgien.
- Franciszek Lessel: Stücke für Klavier und Orchester. Viviana Sofronitsky, Musicae Antiquae Collegium Varsoviense. Pro Musica Camerata, Polen.
- Beethoven, Hummel, Neuling: Stücke für Hammerklavier und Mandoline. Mit Richard Walz. Globe, Niederlande.
- Ludwig van Beethoven: Trios für Klarinette, Violoncello und Hammerklavier, opus 11 und opus 38. Viviana Sofronitsky und Die Gassenhauer (Klarinette: Susanne Ehrhard, Violoncello: Pavel Serbin). Suoni e colori, Frankreich.
- Frédéric Chopin: Gesamtwerk für Violoncello und Klavier. Mit Sergei Istomin. Passacaille Musica Vera, Belgien. Hammerflüln nach Conrad Graf und Pleyel von Paul McNulty
- Franz Schubert: Wanderer-Fantasie op. 15, Impromptus op. 142 und 90. AVI Music, Deutschland.